# Jezioro Biskupiec
Jezioro Biskupiec – jezioro w Polsce, w województwie wielkopolskim, w powiecie gnieźnieńskim, w gminie Gniezno, na Pojezierzu Gnieźnieńskim. Przez akwen przepływa rzeka Wełna. Brzegi jeziora są terenami podmokłymi.

## Dane morfometryczne
Zwierciadło wody położone jest na wysokości 94 metra. Maksymalna głębokość akwenu wynosi 8 metrów.